# Jaure
Jaure é uma comuna francesa na região administrativa da Nova Aquitânia, no departamento Dordonha. Estende-se por uma área de 7,53 km². Em 2010 a comuna tinha 172 habitantes (densidade: 22,8 hab./km²).